# Larpelites trepidus
Larpelites trepidus là một loài tò vò trong họ Ichneumonidae.